# ウィルマー・ベセラ
ウィルマー・ガブリエル・ベセラ（Wuilmer Gabriel Becerra, 1994年10月1日 - ）は、ベネズエラのミランダ州カラカス出身のプロ野球選手（外野手）。右投右打。現在は、フリーエージェント（FA）。

## 経歴

### プロ入りとブルージェイズ傘下時代
2012年6月にトロント・ブルージェイズと契約してプロ入り。契約後、傘下のルーキー級ガルフ・コーストリーグ・ブルージェイズでプロデビュー。11試合に出場して打率.250、4打点を記録した。

### メッツ傘下時代
2012年12月17日にR.A.ディッキー、ジョシュ・トーリー、マイク・ニッカースとのトレードで、ジョン・バック、トラビス・ダーノー、ノア・シンダーガードと共にニューヨーク・メッツへ移籍した。
2013年は傘下のルーキー級ガルフ・コーストリーグ・メッツでプレーし、52試合に出場して打率.243、1本塁打、25打点、5盗塁を記録した。
2014年はアパラチアンリーグのルーキー級キングスポート・メッツでプレーし、58試合に出場して打率.300、7本塁打、29打点、7盗塁を記録した。
2015年はA級サバンナ・サンドナッツでプレーし、118試合に出場して打率.290、9本塁打、63打点、16盗塁を記録した。
2016年はA+級セントルーシー・メッツでプレーし、65試合に出場して打率.312、1本塁打、34打点、7盗塁を記録した。オフの11月18日にルール・ファイブ・ドラフトでの流出を防ぐためにメッツの40人枠入りした。
2017年もA+級セントルーシーでプレーし、128試合に出場して打率.267、4本塁打、44打点、16盗塁を記録した。10月25日に40人枠外となった。
2018年はA級コロンビア・ファイヤーフライズとA+級セントルーシーでプレーし、2球団合計で59試合に出場して打率.259、15打点、7盗塁を記録した。オフの11月2日にFAとなった。